# Maitena Inés Burundarena
Maitena Inés Burundarena   (Buenos Aires, 19 de maig de 1962) coneguda com a Maitena, és una dibuixant argentina.

## Biografia
Maitena Burundarena va néixer a Buenos Aires i va créixer al Gran Buenos Aires, a la localitat de Bella Vista, juntament amb els seus sis germans. D'ascendència basca per part de pare (Carlos Burundarena) i polonesa per part de mare (Janina Streb). El seu pare fou ministre de Cultura i Educació de l'Argentina durant el Procés de Reorganització Nacional l'any 1981.
Maitena es va casar dues vegades i té tres fills. Dos del seu primer marit, de cognom Bouquet, Amaya (1979) i Juan Pablo (1982), i una filla del segon, Daniel Alberto Kon, de nom Antonia (2000). Del 2000 al 2012 va residir a La Pedrera (Departament de Rocha, Uruguai), i posteriorment, va tornar a l'Argentina.
Maitena en basc significa la més estimada, la predilecta.

## Labor professional

### Primeres vinyetes
Artista autodidacta, va començar dibuixant tires eròtiques a l'Argentina per a la Revista Humor, Sex Humor, Fierro i Cerdos y Peces. Les seves primeres publicacions europees van ser per la revista Makoki, amb seu a Barcelona. Va treballar d'il·lustradora gràfica no només per a revistes i diaris sinó també per a publicacions especialitzades en textos escolars. Així mateix, treballà de guionista de televisió, fou propietària d'un restaurant i propietària d'un bar.
La seva primera tira còmica, Flo, es va publicar a Tiempo Argentino, un diari de Buenos Aires. Aquests treballs es van recopilar després en el llibre Y en este rincón, las mujeres, publicat per Ediciones de la Flor.

### Mujeres alteradas
L'any 1994, Para Tí -revista dedicada a la dona- la va contractar per fer una pàgina d'humor setmanal. Aquesta revista es repartia cada setmana juntament amb el diari Clarín. Allí va sorgir Mujeres alteradas, la tira còmica que més tard es publicaria a nivell mundial, inclosa en diaris i revistes d'altres països abans que es recopilessin totes en un llibre. Finalment, es van recopilar en cinc llibres.
L'any 1999 va aparèixer a El País Setmanal, l'edició dominical de El País de Madrid, en castellà. A més a més, Dones alterades ha estat traduït a moltes altres llengües.
Els seus dibuixos s'han publicat en mitjans de més de trenta països diferents com ara El Nacional de Caracas, La Stampa de Milà, Madame Figaro de França, Público de Portugal, Día Siete de Mèxic, Claudia i Folha de São Paulo de Brasil, El Mercurio de Xile i Paula i El País de l'Uruguai.

### Superadas
Entre l'any 1998 i el 2003, Maitena va publicar una tira còmica diària a la secció d'humor de La Nación (Argentina)titulada Superadas. La tira va ser reproduïda per altres diaris argentins com La Voz del Interior, de Córdoba i Los Andes de Mendoza, i per molts altres diaris estrangers.
Cap a finals del 2002, es va publicar el primer llibre recopilatori de la tira, Superadas 1, al que seguiren Superadas 2 i Superadas 3.

### Curvas Peligrosas
Maitena és també l'autora de dos llibres d'enorme èxit, Curvas Peligrosas 1 i 2, dues recopilacions dels seus treballs publicats a la revista dominical del diari argentí La Nación.

### Rumble
L'agost del 2011 apareix publicada la primera novel·la de Maitena, Rumble, la història d'una nena de dotze anys en el rerefons de la convulsa Argentina dels anys setanta.

### Lo mejor de Maitena
L'any 2014 publica una recopilació dels seus millors treballs d'humor per a les revistes dominicals més importants de diferents diaris de 30 països. Com escriu la mateixa autora a la seva contraportada, aquesta antologia no segueix un ordre cronològic exacte de la seva trajectòria i combina esbossos amb vinyetes acabades.

### Lo peor de Maitena
L'any 2016 publica una recopilació de les seves historietes eròtiques realitzades durant els anys 80' i 90' per a les revistes Sex Humor, Fierro y Cerdos & Peces.

## Premis
L'any 2002, va rebre el Diploma al Mèrit dels Premios Konex per la seva trajectòria com una de les millors humoristes gràfiques de l'última dècada a l'Argentina.
L'any 2014 Maitena es convertí en la primera dona a rebre el premi La Catrina que atorga la Feria de Guadalajara a dibuixants d'humor gràfic.

## Obres publicades
- Y en este rincón, las mujeres
- Dones alterades 1 (Trad. de Carme Geronès)
- Dones alterades 2 (Trad. de Carme Geronès)
- Dones alterades 3 (Trad. de Carme Geronès)
- Dones alterades 4 (Trad. de Carme Geronès)
- Dones alterades 5 (Trad. de Carme Geronès)
- Curvas Peligrosas 1
- Curvas Peligrosas 2
- Superades 1 (Trad. Eva Piquer[3])
- Superades 2 (Trad. Eva Piquer)
- Superadas 3
- Todo Superadas
- Todo Mujeres Alteradas
- Rumble
- Lo peor de Maitena
- Lo mejor de Maitena